# Centetostoma centetes
Centetostoma centetes is een hooiwagen uit de familie aardhooiwagens (Nemastomatidae).